# Psilanteris nigrithorax
Psilanteris nigrithorax är en stekelart som först beskrevs av Alan Parkhurst Dodd 1913.  Psilanteris nigrithorax ingår i släktet Psilanteris och familjen Scelionidae. Inga underarter finns listade i Catalogue of Life.